# MTN Qhubeka/Saison 2011
Dieser Artikel listet Erfolge und Mannschaft des Radsportteams MTN Qhubeka in der Saison 2011 auf.

## Erfolge in den Continental Circuits
| Datum        | Rennen                                      | Kat. | Fahrer                      |
| ------------ | ------------------------------------------- | ---- | --------------------------- |
| 3. Februar   | Südafrikanischer Meister – Einzelzeitfahren | NC   | Daryl Impey                 |
| 26. März     | 2. Etappe Tour du Maroc                     | 2.2  | Reinardt Janse van Rensburg |
| 27. März     | 3. Etappe Tour du Maroc                     | 2.2  | Arran Brown                 |
| 31. März     | 7. Etappe Tour du Maroc                     | 2.2  | Daryl Impey                 |
| 2. April     | 9. Etappe Tour du Maroc                     | 2.2  | Arran Brown                 |
| 2. Juli      | Namibischer Meister – Einzelzeitfahren      | NC   | Lotto Petrus                |
| 3. Juli      | Namibischer Meister – Straßenrennen         | NC   | Lotto Petrus                |
| 13. Oktober  | 2. Etappe Herald Sun Tour                   | 2.1  | Reinardt Janse van Rensburg |
|              | Ruandischer Meister – Straßenrennen         | NC   | Adrien Niyonshuti           |
| 25. November | 6. Etappe Tour of Rwanda                    | 2.2  | James Tennent               |

## Abgänge – Zugänge
| Zugänge                   | Team 2010                         | Abgänge                              | Team 2011                     |
| ------------------------- | --------------------------------- | ------------------------------------ | ----------------------------- |
| Daryl Impey               | Team RadioShack                   | Jacobus Venter                       | Accent Jobs-Willems Veranda’s |
| Arran Brown               | Team Medscheme                    | Kevin Evans                          | Unbekannt                     |
| Dennis van Niekerk        | Team Konica Minolta/Bizhub (2009) | Juan van Heerden                     | Unbekannt                     |
| Lotto Petrus              | Team Neotel (2009)                | Daryl Impey (bis 19. Mai)            | Team NetApp                   |
| Charles Keey              | Neoprofi                          | Christoff van Heerden (bis 31. Juli) | Unbekannt                     |
| James Tennent             | Neoprofi                          |                                      |                               |
| Martin Wesemann           | Neoprofi                          |                                      |                               |
| Johannes Nel (ab 10. Mai) | Neoprofi                          |                                      |                               |

## Mannschaft
| Name                        | Geburtstag        | Nationalität |
| --------------------------- | ----------------- | ------------ |
| Arran Brown                 | 24. März 1985     | Südafrika    |
| Dylan Girdlestone           | 11. Oktober 1989  | Südafrika    |
| Reinardt Janse van Rensburg | 3. Februar 1989   | Südafrika    |
| Charles Keey                | 28. Juli 1986     | Südafrika    |
| Lotto Petrus                | 3. Dezember 1987  | Namibia      |
| Stanley Namanyana           | 24. April 1988    | Südafrika    |
| Johannes Nel                | 28. November 1991 | Südafrika    |
| Dennis van Niekerk          | 19. Oktober 1984  | Südafrika    |
| Adrien Niyonshuti           | 2. Februar 1987   | Ruanda       |
| Bradley Potgieter           | 11. Mai 1989      | Südafrika    |
| James Tennent               | 4. März 1989      | Südafrika    |
| Martin Wesemann             | 19. März 1984     | Südafrika    |

## Platzierungen in UCI-Ranglisten
UCI Africa Tour 2011
|      | Fahrer                      | Punkte |
| ---- | --------------------------- | ------ |
| 13.  | Reinardt Janse van Rensburg | 103,67 |
| 42.  | Adrien Niyonshuti           | 40     |
| 63.  | Arran Brown                 | 20     |
| 111. | Martin Wesemann             | 10     |
| 189. | Lotto Petrus                | 2      |

UCI Asia Tour 2011
|      | Fahrer                      | Punkte |
| ---- | --------------------------- | ------ |
| 82.  | Dennis van Niekerk          | 38     |
| 196. | Reinardt Janse van Rensburg | 11     |
| 333. | Arran Brown                 | 2      |
| 355. | Dylan Girdlestone           | 1      |